# 3433 Ференбак
3433 Ференбак (3433 Fehrenbach) — астероїд головного поясу, відкритий 15 жовтня 1963 року.
Тіссеранів параметр щодо Юпітера — 3,502.